# 日本歯周病学会認定歯科衛生士
日本歯周病学会認定歯科衛生士（にほんししゅうびょうがっかいにんていしかえいせいし）とは、特定非営利活動法人日本歯周病学会が認定する歯科衛生士の専門資格である。

## 概要
日本における口腔領域の2大疾患は、う蝕と歯周病である。う蝕は国民公衆衛生の向上、歯学の発展により減少傾向にあるが、歯周疾患は増加の傾向にある。このような状況下において、厚生労働省は歯周疾患に関する専門医資格を定め、日本歯周病学会において日本歯周病学会認定歯周病専門医の認定を開始している。歯周疾患の治療は高度な専門知識を必要とし、その歯科医療をサポートする歯科衛生士も専門知識と技術が必要であるため、2005年（平成17年）より本資格が施行された。なお、5年毎の更新性資格である。

## 資格
1. 既に歯科衛生士資格を有し、日本歯周病学会が定める要綱すべてに該当する者
2. 通算5年以上の歯周病学に関する研修と臨床経験を有する者またはこれと同等以上の経験を有すると認められた者。
3. 日本歯周病学会が認定する研修に参加し、申請時に30単位以上を有する者。
4. 申請時に日本歯周病学会の会員である事。